# Памятник Саят-Нове (Тбилиси)
Памятник Саят-Нове (арм. Սայաթ-Նովայի հուշարձան) — в Тбилиси, установлен в историческом районе Старый город, на Площади Вахтанга Горгасали. Представляет собой композицию стилизованные ветви гранатового дерева и пандури. Авторы памятника — скульпторы Гиа Джапаридзе и Каха Коридзе.

## Предыстория
Великий армянский поэт Саят-Нова (1712—1795) родился, жил и творил и был убит в Тифлисе во время нашествия Ага Мохаммед-хана в 1795 году. Трагедия произошла у армянской кафедральной церкви Сурб Геворг, где престарелый поэт искал убежища вместе с другими горожанами. Саят-Нову похоронили на месте его гибели — у северной стены церкви.

## История

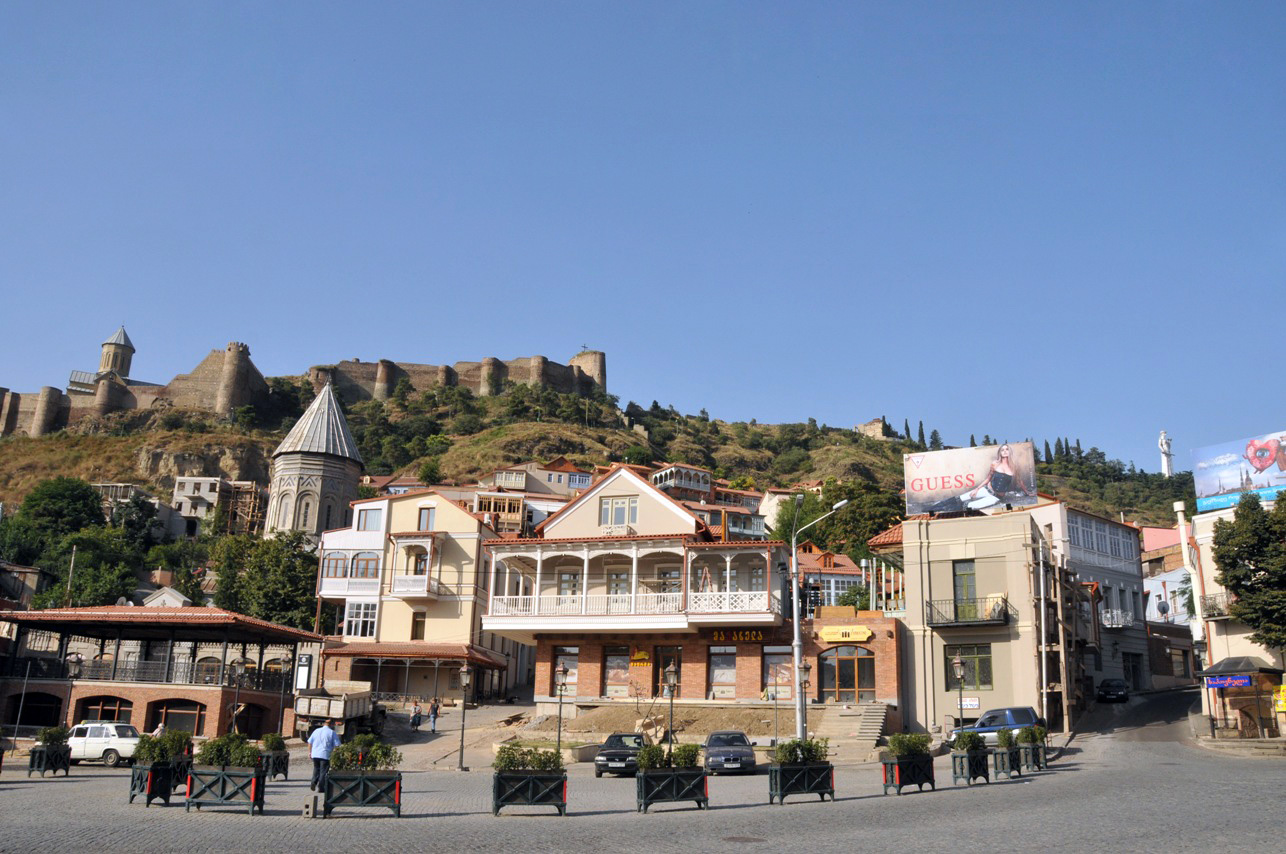
Часть площади Горгасали с памятником Саят-Нове

Открыт с участием министров иностранных дел Армении и Грузии 7 июня 2009 года в рамках проведения ежегодного Праздника роз.